# Coleophora lynosyridella
Coleophora lynosyridella é uma espécie de mariposa do gênero Coleophora pertencente à família Coleophoridae.